# La Curva, Honduras
La Curva är en ort i Honduras.   Den ligger i departementet Departamento de Colón, i den nordöstra delen av landet, 250 km nordost om huvudstaden Tegucigalpa. La Curva ligger 13 meter över havet och antalet invånare är 981.
Terrängen runt La Curva är platt åt nordost, men åt sydväst är den kuperad. Terrängen runt La Curva sluttar norrut. Runt La Curva är det ganska tätbefolkat, med 172 invånare per kvadratkilometer. Närmaste större samhälle är Bonito Oriental, 6,7 km sydost om La Curva. Omgivningarna runt La Curva är en mosaik av jordbruksmark och naturlig växtlighet.